# Leptogenys iridipennis
Leptogenys iridipennis é uma espécie de formiga do gênero Leptogenys, pertencente à subfamília Ponerinae.